# Gołaczewy

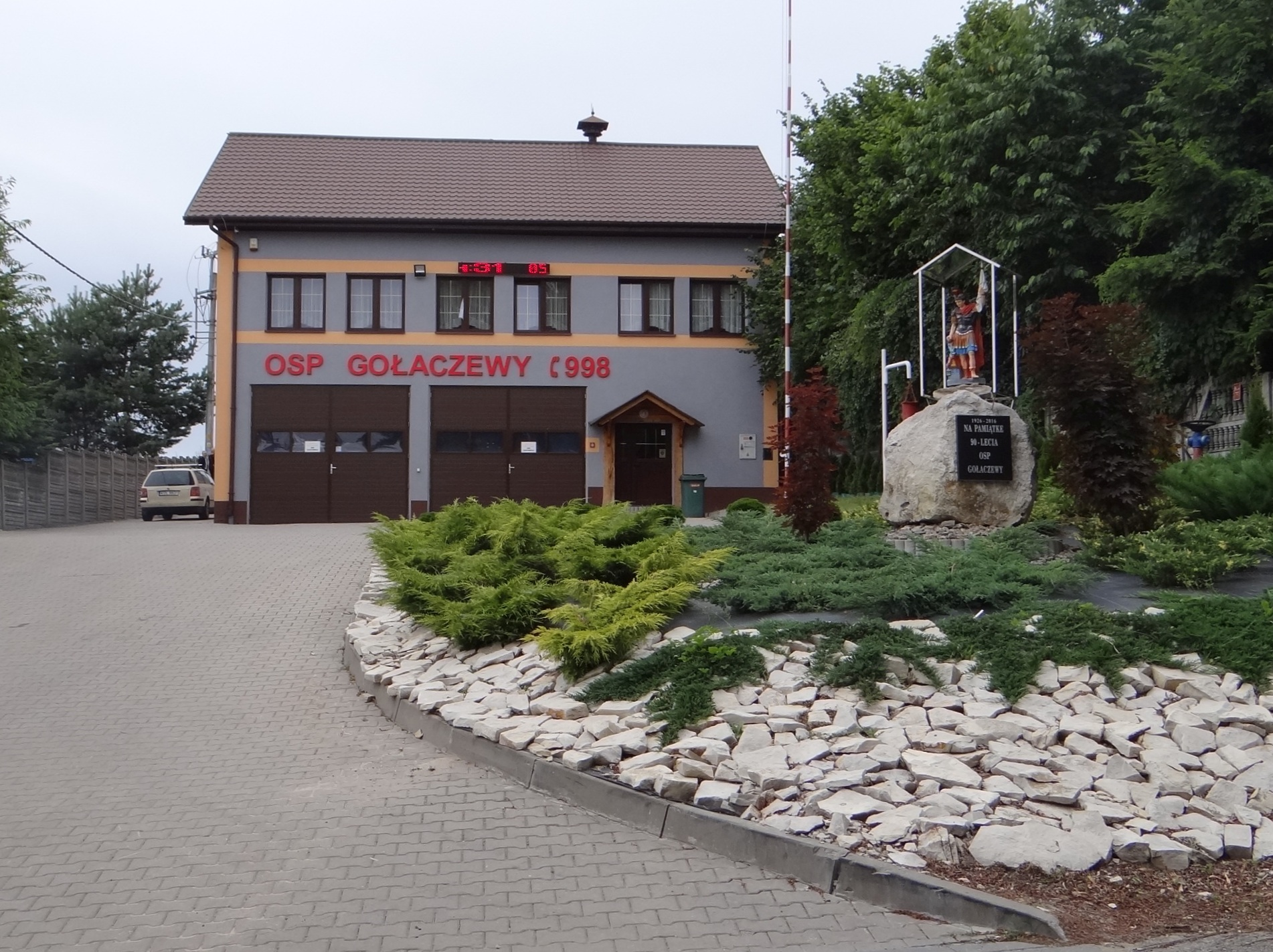
Remiza OSP

Gołaczewy – wieś w Polsce, położona w województwie małopolskim, w powiecie olkuskim, w gminie Wolbrom.
W latach 1954–1959 wieś należała i była siedzibą władz gromady Gołaczewy, po jej zniesieniu w gromadzie Zarzecze. W latach 1975–1998 miejscowość administracyjnie należała do województwa katowickiego.
Wieś jest siedzibą rzymskokatolickiej parafii św. Marii Magdaleny.

## Części wsi
| SIMC    | Nazwa      | Rodzaj    |
| ------- | ---------- | --------- |
| 0223987 | Przykopa   | część wsi |
| 0223993 | Rogatki    | część wsi |
| 0224001 | Stara Wieś | część wsi |

## Historia
- 1225 – zakończono budowę kościoła w Gołaczewach, powstałego z inicjatywy biskupa krakowskiego Iwo Odrowąża[7]
- 1225 – spisy z lat 1225–1227 potwierdzają, że wieś płaciła tzw. świętopietrze na rzecz papiestwa[8]
- XIV wiek – majątek ziemski Gołaczewy wszedł w skład klucza jangrockiego należącego do biskupa krakowskiego[9]
- 1430 – we wsi, z inicjatywy proboszcza Pawła z Zatora zbudowano nowy kościół parafialny, ponieważ poprzedni z powodu złego stanu technicznego uległ zawaleniu[7]
- 1529 – według spisu ze wspomnianego roku, chłopi z Braciejówki płacili dziesięcinę plebanowi w Gołaczewach a chłopi wsi Chełm płacili mu i dziesięcinę i meszne[8]
- 1540 – po objęciu funkcji proboszcza, we wsi zamieszkał Klemens Janicki, razem ze swoją matką[10], według innych źródeł korzystał jedynie z dochodów wypracowanych przez chłopów gołaczewskiej parafii a mieszkał w Krakowie[8]
- 1789 – majątek ziemski Gołaczewy został przejęty na rzecz skarbu państwa polskiego[8]
- 1827 – we wsi mieszkało 545 osób w 67 domach[7]
- 1842 – konflikt proboszcza Wojciecha Orzechowskiego z parafianami[11]
- 1850 – śmierć proboszcza Orzechowskiego, w wyniku zabójstwa dokonanego przez nieznanych sprawców[12]
- 1864 – na mocy ukazu z dnia 2 marca 1864 roku o uwłaszczeniu chłopów wydanego przez cara Aleksandra II Romanowa mieszkańcy (rolnicy) stali się właścicielami ziemi i budynków w Gołaczewach
- 1873 – rozbudowa kościoła
- 1914 – w wyniku ataku 5 Dywizji Piechoty armii austriacko-węgierskiej na oddziały armii rosyjskiej zniszczeniu uległ kościół i szkoła (ostały się tylko ściany i podziurawiony dach) w Gołaczewach[8]
- 1922 – zakończono odbudowę kościoła (zniszczonego w 70 procentach) ze zniszczeń spowodowanych przez ostrzał armii austriacko-wegierskiej w czasie I wojny światowej[8]
- 1926 – założenie jednostki straży pożarnej w Gołaczewach[8]
- 1928 – 3 lutego urodził się w Gołaczewach Eugeniusz Pacia, działacz ruchu ludowego, poseł na Sejm[13]
- 1940 – 20 lutego urodził się w Gołaczewach Czesław Łaksa, mistrz Polski i wicemistrz Europy w judo
- 1941 – w czasie okupacji niemieckiej tajne nauczanie w zakresie szkoły podstawowej prowadził Stanisław Knapik, mieszkający w Gołaczewach od 1941 roku[14]
- 1949 – zakończono prace związane z elektryfikacją wsi[8]
- 1999 – w Gołaczewach powstało gimnazjum im. Władysława Rejmonta
- 2009 – 14 października, w 100 rocznicę powstania szkoła otrzymała sztandar
- 2011 – w kościele w Gołaczewach złożono relikwie błogosławionego Jana Pawła II i Jerzego Popiełuszki. Relikwie przekazał kardynał Stanisław Dziwisz[15]
- 2016 – 22 września uchwałą Rady Miejskiej w Wolbromiu w Gołaczewach ustanowiono ulice: Stara Wieś, Chełmska, Królewska, Jasna, Konwaliowa, Wierzbowa, Modrzewiowa, Lawendowa, Spokojna, Perłowa, Kamyk, Nadmłynie, Graniczna i Piaski[16]
- 2019 – likwidacja gimnazjum im. Władysława Rejmonta, działającego w latach 1999–2019 w ramach Zespołu Szkół (przedszkole, szkoła podstawowa, gimnazjum) w Gołaczewach, kierowanego przez dyrektora Roberta Kozłowskiego
- 2020 – przeprowadzono gruntowny remont remizy OSP w Gołaczewach[17]
- 2021 – 28 maja miał miejsce pożar stolarni w Gołaczewach, w akcji gaśniczej brała udział między innymi jednostka OSP z Gołaczew[18]
- 2022 – 20 lipca, w czasie żniw w Gołaczewach miał miejsce pożaru kombajnu i ścierniska[19]

## Zabytki i pomniki przyrody
- Kościół pw. św. Marii Magdaleny w Gołaczewach[8]
- Kapliczka w Gołaczewach-Piaskach, prawdopodobnie z XVII wieku
- Lipa drobnolistna, wysokość: 26 m., obwód pnia 548 cm. (pomnik przyrody)[8]